# Marek Chwalewski
Marek Chwalewski (ur. 22 czerwca 1939 w Pabianicach) – polski energetyk, polityk, działacz opozycji antykomunistycznej.

## Życiorys
W 1960 ukończył Technikum Energetyczne w Łodzi. W latach 1956–1966 był zatrudniony w Przedsiębiorstwie Robót Elektrycznych Elektromontaż, a w okresie 1966–1968 w Pabianickiej Fabryce Żarówek Polam. Następnie pracował w Łęczyckich Zakładach Mechanicznych w Piątku, a od 1969 do 1973 w Miejskim Przedsiębiorstwie Gospodarki Komunalnej. W latach 1980–1996 był zatrudniony w Pabianickich Zakładach Przemysłu Bawełnianego Pamotex. 
Uczestniczył w protestach marca 1968 i grudnia 1970. W latach 70. zaangażował się w działalność opozycyjną. Należał do Komitetu Obrony Robotników, Ruchu Obrony Praw Człowieka i Obywatela i Ruchu Wolnych Demokratów. Współpracował też z Wolnymi Związkami Zawodowymi Wybrzeża. Kolportował podziemne wydawnictwa m.in. „Robotnika”, „Opinię” i „Ruch Związkowy”. Od 1980 do 1981 wydawał pismo „Solidarni z Gdańskiem”. W 1980 wstąpił do NSZZ „Solidarność”. Był m.in. przewodniczącym jej struktury w Pabianicach i członkiem Zarządu Regionu Łódzkiego. W sierpniu 1981 organizował w tym mieście „marsz głodowy”. 
Wielokrotnie był poddany represjom, aresztowany, skazywany za działalność opozycyjną i więziony. W 1974 został aresztowany za szkalowanie ustroju i przesyłanie szkalujących wiadomości do rozgłośni Radia Wolna Europa, a następnie w ramach represji umieszczony przymusowo w szpitalu psychiatrycznym, mimo że stwierdzono, iż jest zdrowy psychicznie. Od grudnia 1981 do grudnia 1982 był internowany. Następnie działał w podziemnej opozycji. W 1988 wystąpił z NSZZ „Solidarność”. Następnie był związany z Solidarnością Walczącą i Solidarnością 80. Po 1989 był wydawcą m.in. gazety lokalnej „Co wy na to?”. W 2000 przeszedł na emeryturę.
Od 1990 do 1991 należał do Partii Wolności, z listy której bez powodzenia ubiegał się o mandat poselski w wyborach parlamentarnych w 1991 (otrzymał 602 głosy). W 1995 wstąpił do Ruchu Odbudowy Polski. Od 1994 do 1999 był radnym i wiceprzewodniczącym rady miasta Pabianice. Od 1998 do 1999 był związany z Akcją Wyborczą Solidarność, a od 2001 do 2002 należał do Samoobrony RP. Pełnił funkcję przewodniczącego struktur tego ugrupowania w Pabianicach. Od 2004 do 2007 działał w stowarzyszeniu „Działacze Solidarności Stanu Wojennego”. W wyborach parlamentarnych w 2007 znalazł się na liście kandydatów Prawa i Sprawiedliwości do Sejmu, ale zrezygnował z kandydowania przed głosowaniem. W marcu 2008 wstąpił do Ligi Polskich Rodzin. Przed wyborami prezydenckimi w 2010 wchodził w skład komitetu poparcia dla kandydatury Jarosława Kaczyńskiego.

## Odznaczenia
W 2002 otrzymał medal „O Niepodległość Polski i Prawa Człowieka 13 XII 1981 – 4 VI 1989”, a w 2009, za wybitne zasługi w działalności na rzecz przemian demokratycznych w Polsce, za osiągnięcia w podejmowanej z pożytkiem dla kraju pracy zawodowej i społecznej, został odznaczony przez prezydenta Lecha Kaczyńskiego Krzyżem Oficerskim Orderu Odrodzenia Polski. W 2016 prezydent Andrzej Duda odznaczył go Krzyżem Wolności i Solidarności.